# Linguale
Linguale (prononcé [lɛ̃ɡwal]) qualifie, en phonétique, un mode d'articulation.

## Phonologie
L'articulation est le rapprochement, au long du canal vocal, d'un organe pointeur et d'une zone pointée.
Les organes pointeurs sont la lèvre inférieure, la langue et la partie avant du gosier. Ils visent différents points, ou lieux, d'articulation, la linguistique parlera d'articulation labiale, linguale, ou gutturale, selon l'organe pointeur utilisé.

## Grammaire hébraïque
Le diqdouq דִּקְדּוּק traditionnel qualifie les modes d'articulation phonologiquement les plus importants pour la grammaire hébraïque par un adjectif dérivé du nom de l'organe pointeur correspondant.